# Saint Kitts e Nevis ai Giochi della XXIX Olimpiade
Saint Kitts e Nevis ha partecipato ai Giochi della XXIX Olimpiade di Pechino, svoltisi dall'8 al 24 agosto 2008, con una delegazione di 4 atleti.

## Atletica leggera
| Gara            | Atleta            | Batterie | Batterie | Quarti | Quarti | Semifinali | Semifinali | Finale | Finale |
| Gara            | Atleta            | Tempo    | Pos.     | Tempo  | Pos.   | Tempo      | Pos.       | Tempo  | Pos.   |
| --------------- | ----------------- | -------- | -------- | ------ | ------ | ---------- | ---------- | ------ | ------ |
| 100 m maschili  | Kim Collins       | 10"17    | 2        | 10"01  | 2      | 10"05      | 5          |        |        |
| 200 m maschili  | Kim Collins       | 20"55    | 2        | 20"43  | 3      | 20"25      | 4          | 20"59  | 6      |
| 100 m femminili | Virgil Hodge      | 11"48    | 4        | 11"45  | 4      |            |            |        |        |
| 200 m femminili | Virgil Hodge      | 23"14    | 3        | 23"17  | 5      |            |            |        |        |
| 200 m femminili | Meritzer Williams | 23"38    | 7        |        |        |            |            |        |        |
| 400 m femminili | Tiandra Ponteen   |          |          | 52"41  | 5      |            |            |        |        |